# Elov & Beny

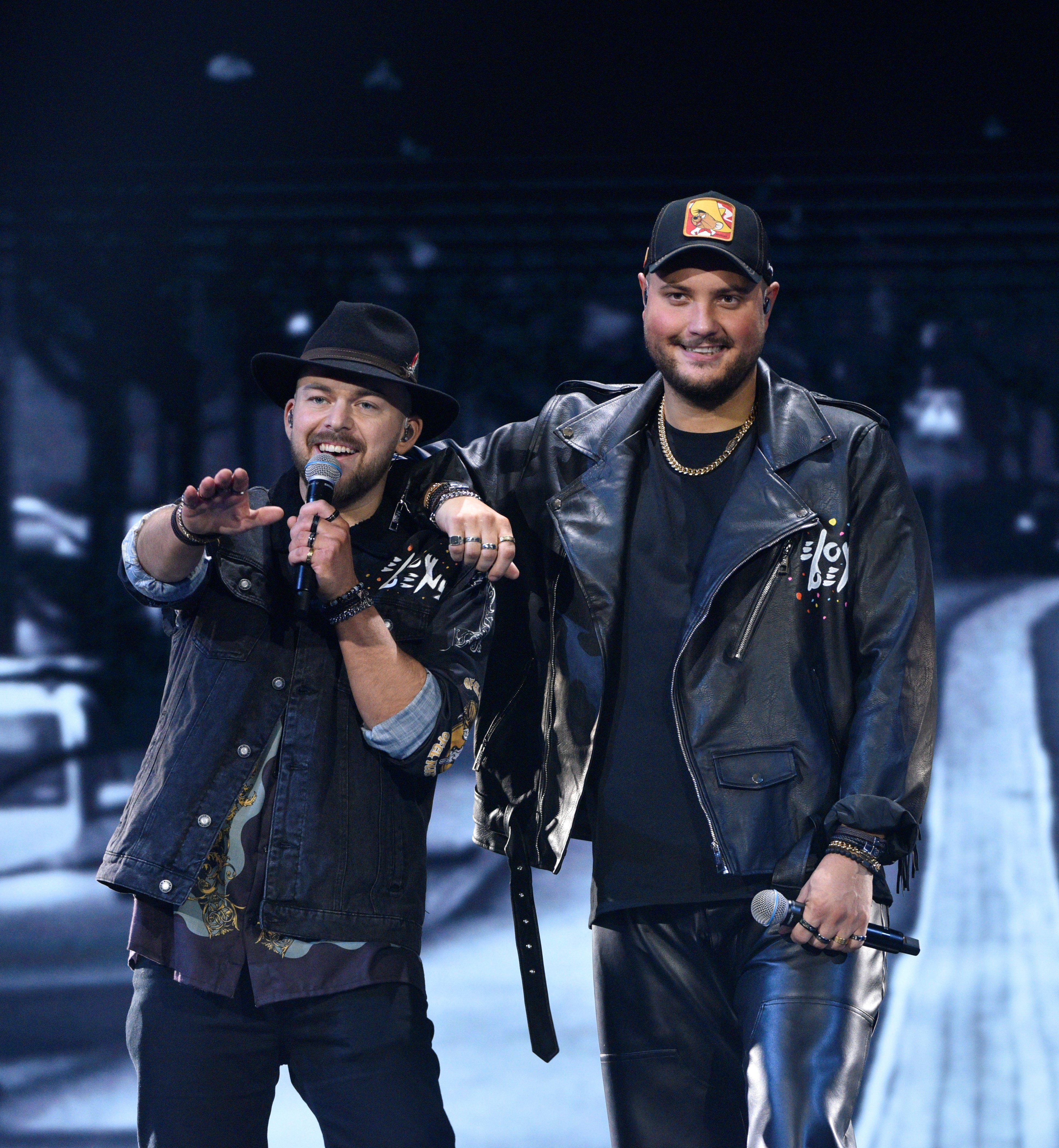
Elov & Beny, 2023

Elov & Beny ist ein schwedisches Musikduo. Das Duo wurde 2008 von Mattias Elovsson und Oscar Kilenius gegründet.

## Geschichte
Elov & Benny wurde im Jahr 2008 von den aus Örebro stammenden Tommy Mattias Elovsson (* 1989) und Oscar Fredrik Kilenius (* 1990) gegründet. Das Duo begann Partymusik zu produzieren. In ihrem Gründungsjahr konnten sie sich mit ihrer Single Singel och sökande in den schwedischen Musikcharts platzieren.
Das im Jahr 2022 gemeinsam mit der Band Sofie Svensson & Dom Där veröffentlichte Lied Bubbel på balkongen wurde in Schweden zu einem Sommerhit. Der Musikstreamingdienst Spotify gab an, dass es im Sommer 2022 das siebtmeist gestreamte Lied des Landes war. Beim schwedischen Musikpreis Grammis erhielten sie für den Song im Jahr 2023 eine Nominierung in der Kategorie für das Lied des Jahres. Im November 2022 gab der schwedische Rundfunk Sveriges Television (SVT) bekannt, dass das Duo mit dem Lied Raggen går am Melodifestivalen 2023, dem schwedischen Vorentscheid für den Eurovision Song Contest, teilnehmen werde. Im ersten Teilwettbewerb konnte sich das Duo mit seinem Beitrag nicht direkt für das Finale, jedoch für das Semifinale des Vorentscheids, qualifizieren. Im Semifinale schied das Duo schließlich aus.

## Stil
Elov & Beny werden dem Musikgenre EPA-Dunk zugeschrieben. Ihre Lieder handeln häufig vom Unterschied zwischen Stadt und Land. Oscar Kilenius bezeichnete die Musik in einem Interview aus dem Jahr 2023 als Gegengewicht zur politischen Korrektheit und Cancel Culture.

## Auszeichnungen
- 2023: Grammis, Nominierung in der Kategorie „Lied des Jahres“ (für Bubbel på balkongen)[11]

## Diskografie

### Alben
- 2011: Tanka skiten vi bryr oss inte
- 2019: Supa sova sex & likes

### Singles
| Jahr | Titel Album             | Höchstplatzierung, Gesamtwochen, AuszeichnungChartplatzierungen (Jahr, Titel, Album, Platzierungen, Wochen, Auszeichnungen, Anmerkungen) | Höchstplatzierung, Gesamtwochen, AuszeichnungChartplatzierungen (Jahr, Titel, Album, Platzierungen, Wochen, Auszeichnungen, Anmerkungen) | Anmerkungen                       |
| Jahr | Titel Album             | SE | NO | Anmerkungen                       |
| ---- | ----------------------- | --- | --- | --------------------------------- |
| 2008 | Singel och sökande –    | SE18 (1 Wo.)SE | — |                                   |
| 2022 | Bubbel på balkongen –   | SE2 ×3Dreifachplatin · (… Wo.)SE | NO3 (17 Wo.)NO | mit Sofie Svensson & Dom Där      |
| 2022 | Cheva på fredag –       | SE18 (15 Wo.)SE | — |                                   |
| 2023 | Fast i liften –         | SE58 (2 Wo.)SE | — |                                   |
| 2023 | Raggen går –            | SE18 Platin · (11 Wo.)SE | — | Beitrag zum Melodifestivalen 2023 |
| 2023 | Rom & Cola –            | SE51 (5 Wo.)SE | — |                                   |
| 2023 | Semester –              | SE45 (5 Wo.)SE | — |                                   |
| 2023 | Glenn –                 | SE89 (1 Wo.)SE | — |                                   |
| 2023 | Fira jul på fyra hjul – | SE56 (4 Wo.)SE | — |                                   |
| 2024 | Rödvin & Rosé –         | SE49 (… Wo.)SE | — | mit Sofie Svensson & Dom Där      |

Weitere Singles
- 2009: Hal som en tvål
- 2010: Kändisar
- 2010: 15 minuter en kvart
- 2014: Kommer över dig
- 2014: Tog en för laget
- 2014: Fasad
- 2014: Vuxendans
- 2017: Om du bara visste
- 2017: Kör
- 2017: Var ska vi sova inatt
- 2017: Anti Julen
- 2019: Supa sova sex & likes
- 2019: Första stenen
- 2019: Kommer du så kommer jag
- 2020: Blåser upp till grogg
- 2020: Paraplydrink
- 2021: Wingman
- 2021: Vilda sjömän (Sea Shanty)
- 2021: Petterson
- 2021: En riktig man
- 2021: Duktig nykterist
- 2021: Om du skulle lämna mig
- 2022: Sup mig snygg
- 2022: Aldrig for gammal (mit Unge Lama)
- 2022: Du lever bara en gång